# Kid Rock (álbum)
Kid Rock é o sexto álbum de estúdio do cantor Kid Rock, lançado a 11 de novembro de 2003.

## Faixas
1. "Rock N Roll Pain Train" - 5:52
2. "Cadillac Pussy" - 3:02
3. "Feel Like Makin' Love" - 5:08
4. "Black Bob" - 5:31
5. "Jackson, Mississippi" - 4:31
6. "Cold and Empty" - 4:22
7. "Intro" - 2:04
8. "Rock N Roll" - 4:28
9. "Hillbilly Stomp" - 4:21
10. "I Am" - 5:03
11. "Son of Detroit" - 4:21
12. "Do It for You" - 4:26
13. "Hard Night for Sarah" - 4:13
14. "Run Off to LA" - 5:16
15. "Single Father" - 4:27

## Paradas
| Ano  | Parada        | Posição |
| ---- | ------------- | ------- |
| 2004 | Billboard 200 | 8       |